# Córrego Bexiga
O Córrego Bexiga é um córrego brasileiro da cidade de São Paulo. Trata-se de um dos três cursos d'água que formam o Ribeirão Anhangabaú, juntamente com o Córrego do Saracura (sob a Avenida 9 de Julho) e o Ribeirão do Itororó (sob a Avenida 23 de Maio). Seu curso passa sob a Rua Maria Paula, no centro da cidade, cruzando por baixo do Edifício Japurá.